# 地標圖形
地標圖形，是日本現役純種競賽馬匹。目前主要勝場有2022年皋月賞。

## 出賽前
2019年2月25日出生於北海道安平町北部牧場，成長途中於一口馬主俱樂部Sunday Racing Co. Ltd.進行馬主募集。
其後交由美浦訓練中心練馬師木村哲也訓練。

## 競賽生涯

### 2歲
2021年6月26日出戰2歲新馬戰，由李慕華策騎。比賽開始後，其處於先頭有利位置推進，進入直路後發揮銳利的加速力成功衝出領先，及後保持優勢下拋離追擊的一勝再勝1 1/2馬位取得首勝。
7月29日﹐因爲練馬師木村哲也騷擾騎師被暫停練馬師職務影響下，暫時轉交同屬美浦訓練中心之練馬師岩戶孝樹之馬房。
9月4日出戰札幌兩歲錦標，本次比賽選擇留後，通過第二彎道後開始長距離加速逐步爬升，於第四彎道經已處於前方。進入直路後，雖然此次一直保持加速狀態，但仍然有餘力轟出全場最快末腳，最終拉開第二的狂又驁奪得首個分級賽冠軍。
11月1日﹐重新返回木村哲也馬房進行訓練。
其後以三連勝的姿態出戰朝日盃未來錦標，僅次於秀逸小島獲得第二人氣，比賽開始後，其於最後方尾二的位置展開追走，進入直路後抽出外檔望空加速。雖然其於直路跑出後600米34.5秒的超速末腳，但礙於比賽初段留得太後的關係，最終仍然未能超越前方馬匹以第五完賽。

### 3歲
2022年以共同通信盃作爲首戰，比賽初段處於先頭位置，但於其後稍爲墮後至到第五左右的位置。進入直路後，雖然其逐步加速衝刺，但最終不敵由中團衝出的野田猛鯨獲得第二。
4月17日出戰皋月賞，由於主戰騎師李慕華選擇策騎同馬房的另一匹由其主戰的賽駒春秋分，因而由福永祐一代打策騎。比賽開始後，其於中團位置逐步推進，進入直路抽出並憑藉出席的反應迅速地進入衝刺狀態，最終於終點線前超越春秋分並拉開對手1馬位取得首個分級賽冠軍。
其後出戰東京優駿（日本打吡），比賽途中繼續選擇中團戰術，通過第四彎道時開始發力，然而於直路上並未能進一步提升速度，最終以第七落敗。
賽後陣營認爲其直路上的表現有異，安排其進行檢查後確認右前腳第一趾骨骨折，因而進入休養。
10月30日出戰秋季天皇賞，原定由來日客串的蘇銘倫策騎，然而由於其因在9月30日拜倫錦標策騎Syros時對外側騎師黎應揚起踭一事被罰停賽，因而繼續由福永執繮。比賽開始後，前方由本初之海帶出並做出前1000米57.4秒的超高步速，地標圖形則處於中團位置追走。進入直路後，前方本初之海仍然領先大約15馬位，此時處於中團的賽駒如春秋分及野田猛鯨開始加速衝出，地標圖形亦嘗試跟進但未能大程度提速，最終以第九落敗。
其後陣營宣佈安排其遠征香港，出戰12月11日的香港盃，並夥拍布宜學組成新組合。比賽開始後，其處於中團靠後位置等待時機。進入直路後，雖然其嘗試加速衝刺，但面對前方混戰的局面無法衝出佔據有利位置，最終以第六完賽。

### 4歲
2023年年初繼續遠征，前往沙特阿拉伯出戰沙特盃，亦爲其首次出戰泥地賽事。比賽開始後，其順利出閘之下以領放的本初之海作爲目標調整節奏，並逐步進佔有利位置。進入直路後，其和本初之海以相仿時間衝出，但於最後50米有些微失速表現下獲得第四。
其後前往阿聯酋出戰杜拜世界盃，但最終完全未能發揮實力下以第十一大敗。
回國短暫休養後出戰6月的寶塚紀念，比賽途中雖然保持良好節奏且於第四彎道進佔第六左右的位置，但進入直路後再度失速，最終以第九完賽。
秋季再度轉戰泥地賽事，出戰地方一級賽一哩冠軍南部盃。比賽開始後，其於先頭靠外檔的位置展開推進，然而於通過彎道時經已開始力弱，進入直路後更進一步失速，最終被前方賽駒拉開及後方賽駒超越下以第九大敗。
12月3日出戰日本冠軍盃，雖然比賽初段選擇於先頭位置行進，然而於比賽途中表現出明顯的乏力，最終於直路大幅失速下以包尾第十五大敗。

### 5歲
2024年首戰為二級賽中山紀念，重新返回草地賽事作賽。比賽開始後，其選擇逐步移入內欄，選擇先行戰術下一直保持於約莫第五左右的位置，並於通過第三彎道時候開始向前取位。進入直路後，其成功望空並開始進入衝刺狀態，雖然一度表現出不俗的速度，但最終仍然未能壓制前方率先透出的摩天雲霄及小艇以第三完賽。
其後按照計劃出戰大阪盃，賽前僅獲得第八人氣。比賽開始後，其選擇先行的戰術保持於內欄位置，於比賽途中一直跟隨前方的鍵琴高奏推進。進入直路後，其稍微抽出中檔位置展開加速，表現出不俗的末腳下跑獲一席入板的第五。
完成大阪盃後出戰安田紀念，比賽初段進佔先頭位置於內欄第四左右逐步推進，通過彎道時仍然保持於先頭位置。進入直路後，其於騎師的指揮下繼續堅守內欄嘗試衝出，但未能最大程度加速之下稍為失勢，最終以第六名完賽。
夏季以札幌紀念作為目標，本次比賽選擇先行戰術下保持於第三的位置穩步推進，於通過最後彎道時逐步發力追趕。進入直路後，其有所在位置展開加速，雖然於能夠超越領放馬Auswahl，但仍然被前方另一匹賽駒北橋彈離，最終以1 3/4馬位差距落敗得第二。
11月遠征美國以育馬者盃一哩大賽作為目標，比賽初段選擇於內欄位置等待時機，並於通過最後彎道進入直路時開始有所動作。進入直路後，其嘗試加速展開衝刺，但最終未能進入全速狀態下跑獲第五。

### 6歲
2025年首戰為東京新聞盃，比賽初段因漏閘處於最末尾位置，其後稍為上前取位。進入直路後，其於後方外檔的位置展開加速，但未能縮窄前往距離扭轉局面下以十一落敗。
其後選擇遠征澳洲出戰唐卡士打一哩賽，但排於最外檔加上慢閘下一直保持在隊伍最後方位置，最終在直路上未有太大動作下以第十八落敗。
1星期後出戰女皇伊利沙伯錦標，本次比賽處於內欄位置起步下保持在先頭位置，但在直路完全沒有衝勢下以包尾第十三落敗。

### 詳細賽績
| 日期       | 舉辦國家/地區 | 馬場     | 距離   | 級別 | 賽事名稱         | 負重 | 騎師     | 馬號 | 出馬 | 名次 | 時間     | 頭馬（二馬）    |
| ---------- | ------------- | -------- | ------ | ---- | ---------------- | ---- | -------- | ---- | ---- | ---- | -------- | --------------- |
| 26/6/2021  | 日本          | 東京     | 草1800 |      | 2歲新馬          | 54   | 李慕華   | 2    | 10   | 1    | 1:48.2   | （旭升）        |
| 4/9/2021   | 日本          | 札幌     | 草1800 | GIII | 札幌兩歲錦標     | 54   | 李慕華   | 9    | 9    | 1    | 1:49.1   | （狂又驁）      |
| 19/12/2021 | 日本          | 阪神     | 草1600 | GI   | 朝日盃未來錦標   | 55   | 李慕華   | 13   | 15   | 5    | 1:34.0   | 勝局在望        |
| 13/2/2022  | 日本          | 東京     | 草1800 | GIII | 共同通信盃       | 57   | 李慕華   | 5    | 11   | 2    | 1:48.1   | 野田猛鯨        |
| 174/2022   | 日本          | 中山     | 草2000 | GI   | 皋月賞           | 57   | 福永祐一 | 14   | 18   | 1    | 1:59.7   | （春秋分）      |
| 29/5/2022  | 日本          | 東京     | 草2400 | GI   | 東京優駿         | 57   | 福永祐一 | 15   | 18   | 7    | 2:22.9   | 勝局在望        |
| 30/10/2022 | 日本          | 東京     | 草2000 | GI   | 秋季天皇賞       | 56   | 福永祐一 | 6    | 15   | 9    | 1:58.3   | 春秋分          |
| 11/12/2022 | 香港          | 沙田     | 草2000 | GI   | 香港盃           | 56   | 布宜學   | 11   | 12   | 6    | 2:00.79  | 浪漫勇士        |
| 25/2/2023  | 沙特阿拉伯    | 安都拉茲 | 泥1800 | GI   | 沙特盃           | 57   | 李慕華   | 5    | 13   | 4    | 1:51.08  | 本初之海        |
| 25/3/2023  | 阿聯酋        | 美丹     | 泥2000 | GI   | 杜拜世界盃       | 57   | 李慕華   | 7    | 15   | 11   | 2:09.05  | 盈寶奇嶽        |
| 25/6/2023  | 日本          | 阪神     | 草2200 | GI   | 寶塚紀念         | 58   | 岩田望來 | 13   | 17   | 9    | 2:11.9   | 春秋分          |
| 9/10/2023  | 日本          | 盛岡     | 泥1600 | JpnI | 一哩冠軍南部盃   | 57   | 岩田望來 | 9    | 14   | 9    | 1:37.0   | 清爽口味        |
| 3/12/2023  | 日本          | 中京     | 泥1800 | GI   | 日本冠軍盃       | 58   | 布宜學   | 3    | 15   | 15   | 1:55.0   | 清爽口味        |
| 25/2/2024  | 日本          | 中山     | 草1800 | GII  | 中山紀念         | 58   | 戶崎圭太 | 4    | 16   | 3    | 1:48.5   | 摩天雲霄        |
| 31/3/2024  | 日本          | 阪神     | 草2000 | GI   | 大阪盃           | 58   | 北村宏司 | 6    | 16   | 5    | 1:58.5   | 寶徠歌劇        |
| 2/6/2024   | 日本          | 東京     | 草1600 | GI   | 安田紀念         | 58   | 北村宏司 | 4    | 18   | 6    | 1:32.8   | 浪漫勇士        |
| 18/8/2024  | 日本          | 札幌     | 草2000 | GII  | 札幌紀念         | 58   | 橫山武史 | 2    | 11   | 2    | 1:59.9   | 北橋            |
| 2/11/2024  | 美國          | 德爾馬   | 草1600 | GI   | 育馬者盃一哩大賽 | 57   | 橫山武史 | 10   | 3    | 5    | 記錄缺失 | More Than Looks |
| 9/2/2025   | 日本          | 東京     | 草1600 | GI   | 東京新聞盃       | 59   | 橫山武史 | 16   | 11   | 11   | 1:33.4   | 水之輝          |
| 5/4/2025   | 澳洲          | 蘭域     | 草1600 | GI   | 唐卡士打一哩賽   | 55   | 連達文   | 4    | 20   | 18   | 記錄缺失 | 磁性仙妃        |
| 12/4/2025  | 澳洲          | 蘭域     | 草2000 | GI   | 女皇伊利沙伯錦標 | 59   | 連達文   | 2    | 13   | 13   | 記錄缺失 | 精緻之道        |

## 血統簡介
父系澤芳爲美國賽駒，生涯戰績優秀，曾勝出育馬者盃短途大賽、帝皇主教錦標及領先錦標三項一級賽。祖父建築大師亦爲美國賽駒，生涯戰績彪炳，曾奪得包括雅靈頓百萬金大賽、鬥士錦標及沙德韋爾草地一哩錦標等七項一級賽的優勝。
母系Aromatico爲日本賽駒，生涯戰績不俗，雖然未有分級賽冠軍但曾於公開賽取勝，亦於秋華賞跑獲一席第三。外祖父夏威夷王爲日本賽駒，生涯戰績極爲優秀，僅得一戰未能獲勝，曾勝出一級賽NHK一哩賽及東京優駿（日本打吡），爲日本史上首匹贏得變則二冠的賽駒。

### 血統表
| 父線：雷貓系（雷鳥系）                         |                         |                 |              |
| 種馬 澤芳 2013年（棗色）                       | 建築大師 2005年棗色     | Tale of the Cat | 雷貓         |
| 種馬 澤芳 2013年（棗色）                       | 建築大師 2005年棗色     | Tale of the Cat | Yarn         |
| 種馬 澤芳 2013年（棗色）                       | 建築大師 2005年棗色     | Chipeta Springs | 雅力達       |
| 種馬 澤芳 2013年（棗色）                       | 建築大師 2005年棗色     | Chipeta Springs | Salt Spring  |
| 種馬 澤芳 2013年（棗色）                       | Elitmaas 2007年（棗色） | Ghostzapper     | 再度驚喜     |
| 種馬 澤芳 2013年（棗色）                       | Elitmaas 2007年（棗色） | Ghostzapper     | Baby Zip     |
| 種馬 澤芳 2013年（棗色）                       | Elitmaas 2007年（棗色） | Najecam         | Trempolino   |
| 種馬 澤芳 2013年（棗色）                       | Elitmaas 2007年（棗色） | Najecam         | Sue Warner   |
| 繁殖雌馬 Aromatica 2009年（栗色）              | 夏威夷王 2001年（棗色） | 金滿寶          | 淘金者       |
| 繁殖雌馬 Aromatica 2009年（栗色）              | 夏威夷王 2001年（棗色） | 金滿寶          | Miesque      |
| 繁殖雌馬 Aromatica 2009年（栗色）              | 夏威夷王 2001年（棗色） | Manfath         | 最後大官     |
| 繁殖雌馬 Aromatica 2009年（栗色）              | 夏威夷王 2001年（棗色） | Manfath         | Pilot Bird   |
| 繁殖雌馬 Aromatica 2009年（栗色）              | Nasca 2003年（棗色）    | 週日寧靜        | Halo         |
| 繁殖雌馬 Aromatica 2009年（栗色）              | Nasca 2003年（棗色）    | 週日寧靜        | Wishing Well |
| 繁殖雌馬 Aromatica 2009年（栗色）              | Nasca 2003年（棗色）    | Andes Lady      | 北方風味     |
| 繁殖雌馬 Aromatica 2009年（栗色）              | Nasca 2003年（棗色）    | Andes Lady      | Peru Sport   |
| 雌系：號族：19                                 |                         |                 |              |
| 五代內近親交配：淘金者 4×5、Raise a Native 5×5 |                         |                 |              |

## 命名由來
名字Geoglyph（ジオグリフ）意思即是地畫，香港則翻譯為「地標圖形」。

## 外部連結
- 地標圖形 netkeiba.com （页面存档备份，存于）
- 血統表 （页面存档备份，存于）